# I. Msztyiszlav kijevi nagyfejedelem
Msztyiszláv Vlagyimirovics vagy Nagy Msztyiszláv, a keresztségben Feodor (oroszul: Мстисла́в Влади́мирович Вели́кий. Феодор), (1076. június 1. – 1132. április 15.) kijevi nagyfejedelem 1125-től haláláig. A skandináv sagák anyai nagyapja után Harald néven említették.

## Novgorodi fejedelemsége

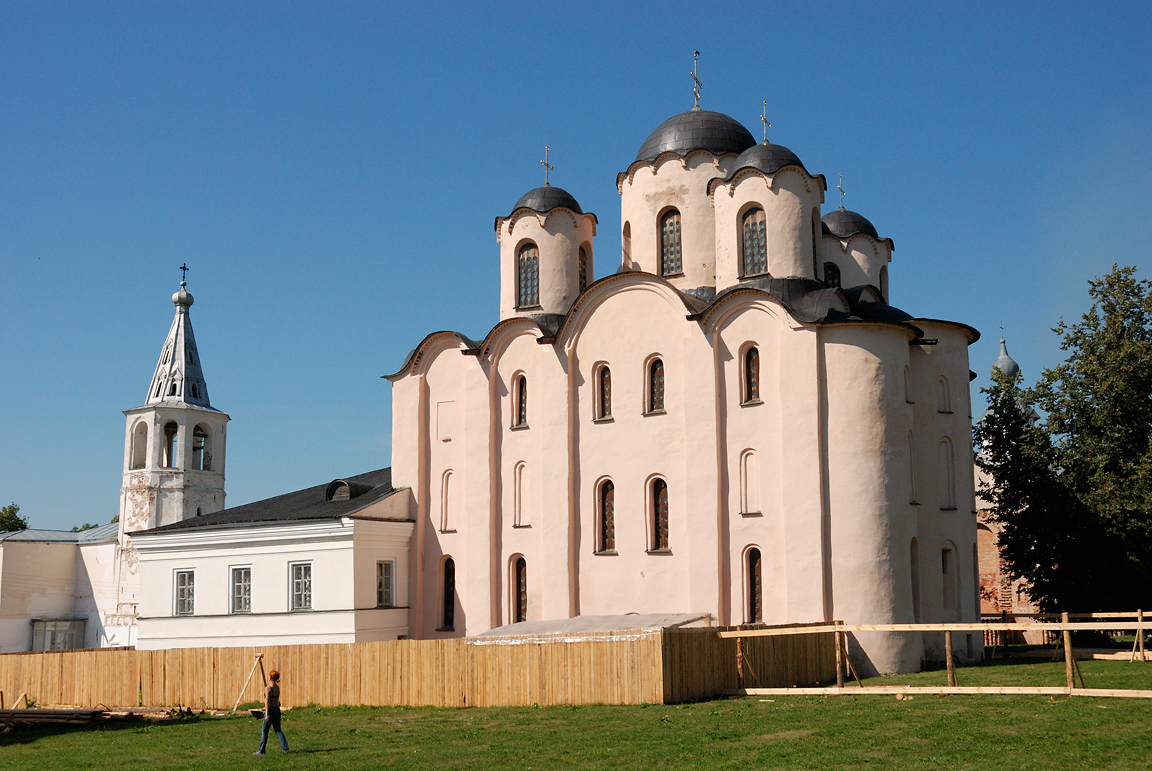
A Msztyiszláv által alapított Szt. Miklós-templom

Msztyiszláv 1076-ban született II. Vlagyimir és Wessexi Gitta (az utolsó angolszász király, II. Harold leánya) legidősebb fiaként. 1088-ban megkapta a megüresedő novgorodi fejedelmi széket. 1093-ban Vszevolod nagyfejedelem halála után kunok törtek be az országba és a zűrzavart felhasználva, a korábbi nagyfejedelem, Szvjatoszláv fiai bejelentették igényüket apjuk korábbi birtokaira. Oleg Szvjatoszlavics Csernyigovból űzte el Msztyiszláv apját, míg David Szvjatoszlavics Novgorodot vette el Msztyiszlávtól, aki Rosztovba vonult vissza. Azonban amikor 1095-ben David Szmolenszkbe távozott, a novgorodiak kihasználták távollétét és visszahívták Msztyiszlávot. A herceg az 1096-os év során jelentős erőkkel segítette apját, aki hosszas harcokban visszafoglalta a Szvjatoszlavicsok által megszállt városokat, Rjazanyt, Muromot és Rosztovot.    
1102-ben Szvjatopolk nagyfejedelem le akarta őt váltani és saját fiát ültetni Novgorodba, de a város polgárai azt üzenték neki vissza, hogy akkor küldje hozzájuk a fiát, ha annak két feje van. Msztyiszláv ottani uralkodása alatt megerősítette a város védelmét, 1103-ban a Novgorod melletti Gorogyiscsében építtetett templomot, 1113-ban pedig a novgorodi Szent Miklós-katedrálist (Nyikolo-Dvoriscsenszkij-katedrálist) alapította meg. 
1113-ban apja, Vlagyimir lett a nagyfejedelem. Msztyiszláv Novgorodban maradt 1117-ig, amikor apja átirányította a Kijev-közeli Belgorodba, egyúttal a novgorodi bojárokat Kijevbe hívták hűségesküt tenni. Msztyiszláv átköltöztetését a hagyományos szláv rendszer szerinti trónörökös, a Volhíniát kormányzó Jaroszláv Szvjatopolcsics annak jelenként értelmezte, hogy az idős nagyfejedelem a saját fiának akarja átjátszani a trónt, ezért fellázadt. A lázadást gyorsan leverték, Msztyiszláv helyét Novgorodban pedig legidősebb fia, Vszevolod foglalta el. 

## Nagyfejedelemsége
1125-ben Vlagyimir Monomah meghalt és helyét az uralkodócsalád egyetértésével Msztyiszláv foglalta el. Bár a többi fejedelmek elismerték feljebbvalójuknak, közvetlen hatalma kezdetben csak Kijev környékére terjedt ki. Az uralkodóváltás hírére a kunok rátámadtak a Kijev vazallusainak számító úzokra, de visszaverték őket. 
1127-ben sikeresen kibővítette az uralma alatt levő területeket, a csernyigovi hatalmi harcokat kihasználva megszerezte Kurszkot (ahol Izjaszláv fiát tette meg kormányzónak), a Szmolenszki fejedelemséget pedig Rosztyiszláv fia kapta meg. 

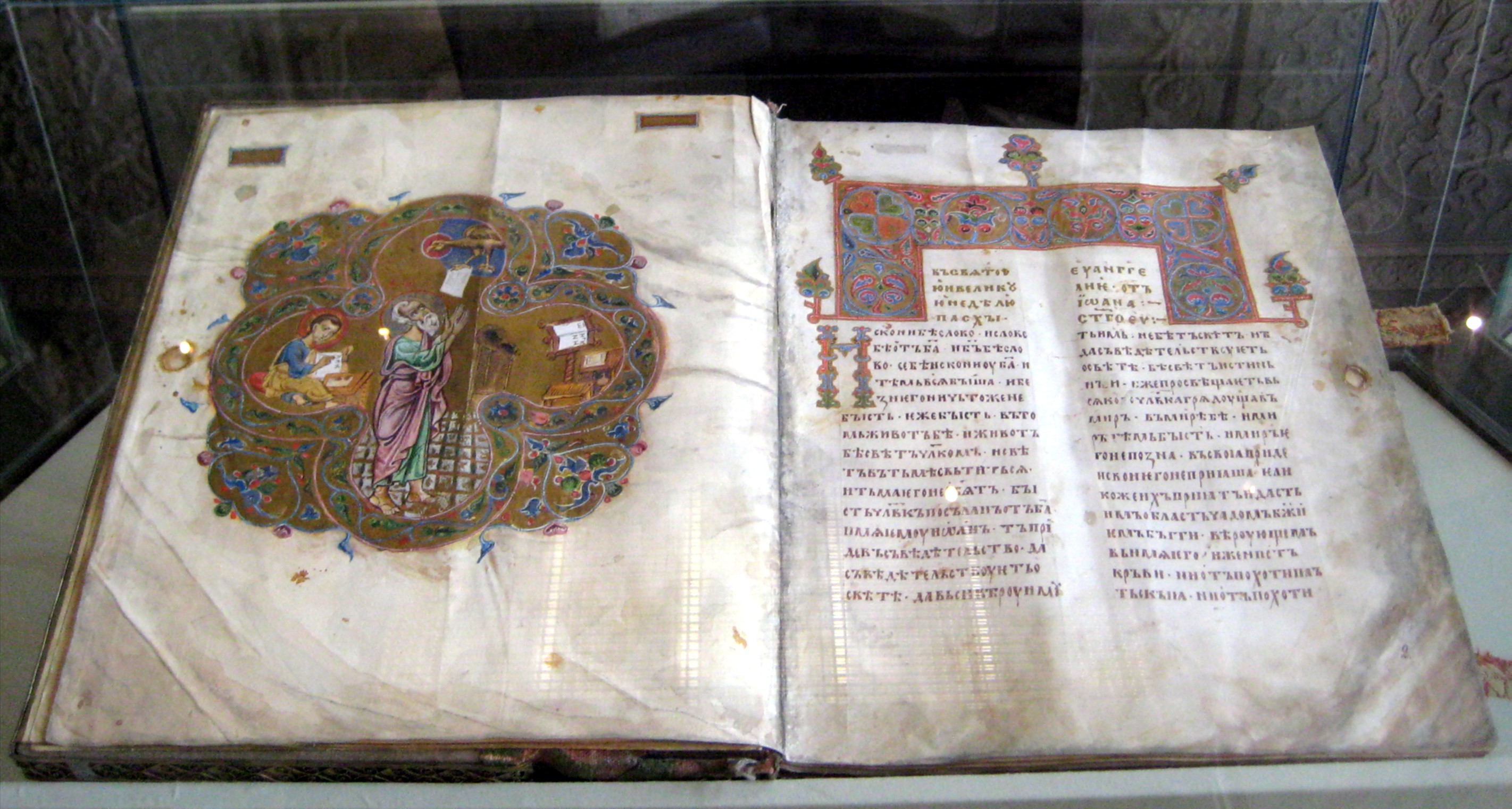
Az 1117-ből, Novgorodból származó Msztyiszláv-evangélium

Ugyanebben az évben Msztyiszláv a többé-kevésbé különálló Polocki fejedelemség ellen vezetett hadjáratot. Több várost kifosztott és David Vszeszlavics fejedelem helyére annak fivérét, Rogvolodot ültette, aki azonban a következő évben meghalt és David visszafoglalta jussát. Ezért 1129-ben a nagyfejedelem egy újabb hadjárat során családjaikkal együtt fogságba vetette a polocki dinasztia mindhárom hercegét (David, Szvjatoszláv és Rosztyiszláv Vszeszlavicsot), a fejedelemséget pedig annektálta, ide helyezve át Izjaszláv fiát. Foglyait a következő évben Konstantinápolyba száműzte.
Több hadjáratot vezetett a Baltikum területére, amelyek nem mindig végződtek sikeresen. 1130-ban a csúdokat adófizetésre kötelezte, de a következő évben vereséget szenvedett tőlük. 1132-ben a litván törzseket támadta meg, de a visszafelé vezető úton seregeit megfutamították. 
1132. április 14-én az 55 éves Msztyiszláv meghalt. Korábbi megállapodásuk értelmében öccse, Jaropolk örökölte a nagyfejedelmi trónt. Ennek alapján Perejaszlavlt legidősebb fia, Vszevolod kapta volna, de ez meghiúsult a többi fivérük ellenállása miatt. A fejedelmek cseréje okozta felfordulást kihasználva Polock és Novgorod kiszabadult Kijev közvetlen uralma alól és a Rurik-ház különböző ágai hamarosan harcba kezdtek a nagyfejedelemségért. A Kijevi Rusz önálló fejedelemségekre esése Msztyiszláv halálakor kezdődött el.

## Családja

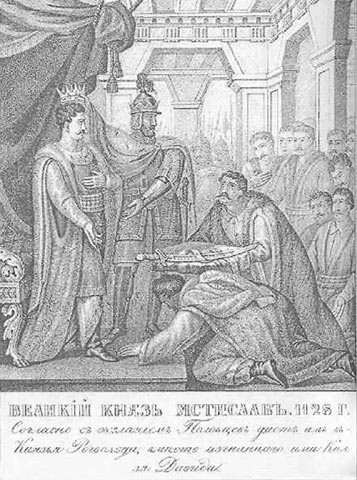
Msztyiszláv Vlagyimirovics megkoronázása (B. A. Csorikov, 1836)

Msztyiszláv 1095-ben feleségül vette I. Inge svéd király lányát Krisztinát (aki neki harmad-unokatestvére volt). Gyermekeik:
- Ingeborg (kb. 1100 - 1137 után), feleségül ment Knut Lavard dán herceghez
- Malmfrid (1095 után - 1135 után), feleségül ment I. Sigurd norvég királyhoz, majd II. Erik dán királyhoz
- Eupraxia, feleségül ment Alexios Komnénoszhoz, II. Ióannész bizánci császár fiához
- Vszevolod (1095 után - 1138), novgorodi fejedelem
- Marija, feleségül ment Vszevolod Olgovics novgorod-szeverszki fejedelemhez
- Izjaszláv (1097 - 1154) kijevi nagyfejedelem több ízben
- Rosztyiszláv (kb. 1108 -1167) szmolenszki fejedelem
- Szvjatopolk (†1154) polocki, pszkovi, bereszteji, novgorodi, lucki és volhíniai fejedelem
- Rognyeda, feleségül ment Jaroszláv Szvjatopolcsics volhíniai fejedelemhez
- Kszenyija, feleségül ment Brjacsiszláv Davidovics izjaszlavli fejedelemhez

Krisztina 1122. január 18-án meghalt, Msztyiszláv pedig egy novgorodi bojár lányát, Ljubavát vette feleségül. Két gyermekük született:
- Jefroszinyja (Eufrozina)(1130-1186), feleségül ment II. Géza magyar királyhoz
- Vlagyimir (1132 - 1171) kijevi nagyfejedelem

## Fordítás
- Ez a szócikk részben vagy egészben  a(z)   Мстислав Владимирович Великий című orosz Wikipédia-szócikk ezen változatának fordításán alapul.  Az eredeti cikk szerkesztőit annak laptörténete sorolja fel. Ez a jelzés csupán a megfogalmazás eredetét és a szerzői jogokat jelzi, nem szolgál a cikkben szereplő információk forrásmegjelöléseként.